# سانتو دومینیگو (شیلی)
سانتو دومینیگو (به اسپانیایی: Santo Domingo) یک شهرستان در شیلی است که در استان سن آنتونیو واقع شده‌است. سانتو دومینیگو ۵۳۶٫۱ کیلومتر مربع مساحت و ۸٬۸۶۰ نفر جمعیت دارد و ۶۶ متر بالاتر از سطح دریا واقع شده‌است.